# Lolle
Lolle (Berlin, Berlin) è una serie TV tedesca trasmessa dalla Das Erste dal 2002 al 2005 e in Italia da MTV Italia e Fox. Ambientata a Berlino, la serie si concentra sulla vita sentimentale di Lolle, la protagonista, una ragazza che insegue il proprio sogno.
Sitcom con elementi adolescenziali, la serie è caratterizzata dall'intermezzo di scene animate: quando la protagonista vive delle emozioni forti, esse vengono rappresentate con immagini da cartoon, rivelando allo spettatore i pensieri più intimi della ragazza (simili scene sono state usate nella serie Disney Lizzie McGuire).
La prima puntata di Lolle fu trasmessa in Germania il 5 marzo 2002, mentre l'ultima l'8 aprile 2005. La serie fu subito molto apprezzata in Germania, dal pubblico e dalla critica. Il telefilm è terminato dopo quattro stagioni, perché la protagonista ha voluto dedicarsi ad altro.
Nel 2020 viene prodotto un film sequel arrivato in Italia con il titolo Berlin, Berlin: Lolle on the Run. Originariamente sarebbe dovuto uscire al cinema il 19 marzo 2020 ma, a causa della pandemia di COVID-19 e la conseguente chiusura delle sale, è stato poi distribuito in streaming su Netflix l’8 maggio 2020.

## Trama

### Prima stagione
La serie racconta le vicende di Lolle (Felicitas Woll), che, finite le scuole superiori, segue il suo ragazzo Tom dal paese (Malente) alla grande città, Berlino. Una volta arrivata, capisce che Tom è innamorato di un'altra ma decide di rimanere a Berlino e vive così l'avventura della grande città e nuove vicende sentimentali. Andrà a stare con suo cugino Sven (di cui si innamorerà), il suo miglior amico, Hart, e Rosalie, un'aspirante attrice. Nel corso della serie avrà anche una storia d'amore con un uomo sposato di nome Moshe e farà la conoscenza di Fred, un uomo obeso anche lui come la protagonista disegnatore di fumetti. Nell'ultimo episodio Lolle rischia la vita a causa di una valigetta piena di soldi rubata da Rosalie a dei sicari russi ma per fortuna tutto viene sistemato dall'amico oste vietnamita Tuhan.

### Seconda stagione
Sven decide di lasciare Lolle e torna dalla ex moglie Silvia con suo figlio Daniel. Intanto arriva Sara una nuova inquilina che prende il posto di Rosalie trasferitasi in America. Lolle ricomincia a frequentare la scuola d'arte e si fidanza con Alex Wiengart, uno studente più grande. Dopo essere stata espulsa dall'università per dei volantini offensivi, Lolle trova lavoro in un negozio di fumetti gestito da un certo Lenny, amico di Alex. Infine tra Hart e Sara sboccia l'amore. La serie termina con la difficile scelta della protagonista tra Sven (che nel frattempo ha rotto con Silvia) e Alex.

### Terza stagione
Lolle non riesce a prendere una decisione così viene mollata da entrambi i ragazzi. In seguito prova ad aprire una pasticceria con Fred, ma la cosa non va in porto; poi diventa amica di Vero, una strana ragazza che si innamora (ricambiata) di Sven. Intanto Sara resta incinta di Hart e dopo non pochi problemi il bambino nasce nell'ultima puntata. Nello stesso episodio ritorna Harald, il compagno schizofrenico di Silvia che prende in ostaggio Lolle e Sara nel locale di Tuhan; tutto si risolve grazie all'intervento della polizia che arresta Harald. Infine Lolle accetta una proposta di lavoro a Stoccarda.

### Quarta stagione
Lolle si è trasferita a Stoccarda, ma sentendo la mancanza dei suoi amici decide di tornare a Berlino e acquista (con l'aiuto della madre) il negozio di fumetti di Lenny. In seguito si fidanza con un certo Felix, ma la storia ha vita breve a causa dell'infedeltà di costui. Nel frattempo Sven e Vero comunicano la loro decisione di sposarsi; mentre Hart stanco della responsabilità che comporta avere una famiglia, tradisce Sara con la disinibita Yvonne. La storia si conclude con il matrimonio tra Sven e Vero che non avviene, in quanto Sven è ancora innamorato di Lolle: i due partono così insieme per Melbourne, lasciando l'appartamento a Hart e Sara che decidono di sposarsi.

## Il cartone animato
Particolare in Lolle è l'inserto di brevi (3 secondi) cartoni animati, che interrompono il filmato tre o quattro volte in ogni episodio. Il personaggio del cartone animato che rappresenta Lolle, senza parlare, esprime ciò che succede nella vera Lolle; ad esempio, se a Lolle capita di fare una brutta figura, il suo personaggio si colpisce con un enorme martello per sotterrarsi.

## Episodi
In Italia le prime due stagioni sono state trasmesse in esclusiva da Fox nel 2005 e nel 2006; nel 2006 MTV Italia ha trasmesso la prima stagione a marzo; sono seguiti sempre su MTV gli episodi della seconda stagione (trasmessi già da FOX) a cui sono seguite, però, anche la terza e la quarta stagione (al tempo inedite su SKY), superando quindi la trasmissione satellitare e completando la messa in onda il 17 gennaio 2007.
| Stagione         | Episodi | Prima TV originale | Prima TV Italia |
| ---------------- | ------- | ------------------ | --------------- |
| Prima stagione   | 26      | 2002               | 2005            |
| Seconda stagione | 20      | 2003               | 2006            |
| Terza stagione   | 20      | 2004               | 2006            |
| Quarta stagione  | 20      | 2005               | 2007            |

## Premi
- International Emmy Awards 2004: Migliore commedia per l'episodio Sven oder Alex. Nel 2005 la serie ha ricevuto una nomination per lo stesso premio.[5]
- Deutscher Fernsehpreis 2004 nella categoria Migliore Sitcom.

La protagonista, Felicitas Woll, ha vinto il Deutscher Fernsehpreis nel 2003, l'Adolf-Grimme-Preis nel 2003 e il Goldenen Rose von Luzern nel 2004 come miglior protagonista femminile di sitcom.
L'autore principale David Safier ha vinto, per la sceneggiatura della serie, il Grimme-Preis nel 2003 ed ha ricevuto una nomination nel 2002 per il Deutschen Fernsehpreis.

## Sigla
La sigla del telefilm è una canzone del gruppo Two is One dal titolo Never Give Up.